# محمود إبراهيم حامد الدوعان
محمود إبراهيم حامد الدوعان  أستاذ الجغرافيا الطبيعية والبيئة المشارك - قسم الجغرافيا- كلية الآداب والعلوم الإنسانية جامعة الملك عبد العزيز بجدة

## المؤهلات العلمية
- حاصل على درجة البكالوريوس جامعة الملك عبد العزيز
- حاصل على درجة الماجستير من جامعة ولاية كاليفورنيا- شيكو الولايات المتحدة الأمريكية
- حاصل على درجة الدكتوراه من جامعة ولاية أوهايو-كنت/ الولايات المتحدة الأمريكية

## المناصب الإدارية
- وكيل كلية الآداب والعلوم الإنسانية سابقا.
- رئيس قسم المياه السطحية بمركز أبحاث المياه بجامعة الملك عبد العزيز.
- عضو مؤسس لمجلس عمادة خدمة المجتمع والتعليم المستمر.

## الاهتمامات البحثية
1. جيومورفولوجية فيضية.
2. مخاطر بيئية (سيول/ انزلاقات).
3. تنمية وإدارة موارد المياه التقليدية.
4. مشكلات أراضي جافة (زحف رملي، استخدامات خاطئة لبطون الاودية).
5. أحواض التصريف المائي (أودية).
6. فيزيوغرافية المدينة المنورة (أشكال السطح: اودية، حرات، تربة، مياه).

## الأبحاث والكتب والمشاركات العلمية
- الدوعان، محمود إبراهيم، (1420هـ)، الأودية الداخلة إلى منطقة الحرم بالمدينة المنورة، الجمعية الجغرافية السعودية، العدد 38، جامعة الملك سعود، الرياض.
- الدوعان، محمود إبراهيم، (1420هـ)، تأثير حجب الإرسابات السيلية على البيئية الطبيعية للنبات عند الأجزاء الدنيا للأودية، مجلة جامعة الملك عبد العزيز- كلية علوم البحار، مجلد 11، (1-22).
- الدوعان، محمود إبراهيم، (1424هـ)، آلية جديدة لوقف الزحف الرملي على المنشآت الحيوية بالمنطقة الشرقية. مجلة جامعة الملك عبد العزيز، علوم الأرصاد والبيئة، العدد الخامس عشر، (115-136).
- الدوعان، محمود إبراهيم، (1426هـ)، الخصائص الطبيعية لموقع معركة بدر وأثرها في أحداث الغزوة، مجلة مركز بحوث ودراسات المدينة المنورة، العدد 16، محرم - ربيع الأول 1427 هـ، (81 -108).
- الدوعان، محمود إبراهيم (مشترك)، (1421هـ)، مختارات من المصطلحات الجغرافية، الدار الصولتية للتربية- الرياض، 96 صفحة.
- الدوعان، محمود إبراهيم، (1426هـ)، «توزيع التربات الفيضية في منطقة مجمع الأسيال بالمدينة المنورة»، البحث في طور الإعداد.
- الدوعان، محمود إبراهيم، (1426هـ)، العيون في المدينة المنورة: دراسة حالة العين الزرقاء، في طور الإعداد.
- الدوعان، محمود إبراهيم، (1426هـ)، «تقويم الوضع المائي للأودية الداخلة إلي منطقة الحرم بالمدينة المنورة» في طور الإعداد.
- الدوعان، محمود إبراهيم، «الخصائص الطبيعية للمدينة المنورة واثرها في احداث غزوة الأحزاب»، مجلة مركز بحوث ودراسات المدينة المنورة، مقبول للنشر.
- لدوعان، محمود إبراهيم، «حرات المدينة المنورة واستراتيجية المكان»، بحث مدعم، جامعة الملك عبد العزيز، (428/474)، في طور الإعداد.